# Palacio de Leeuwergem

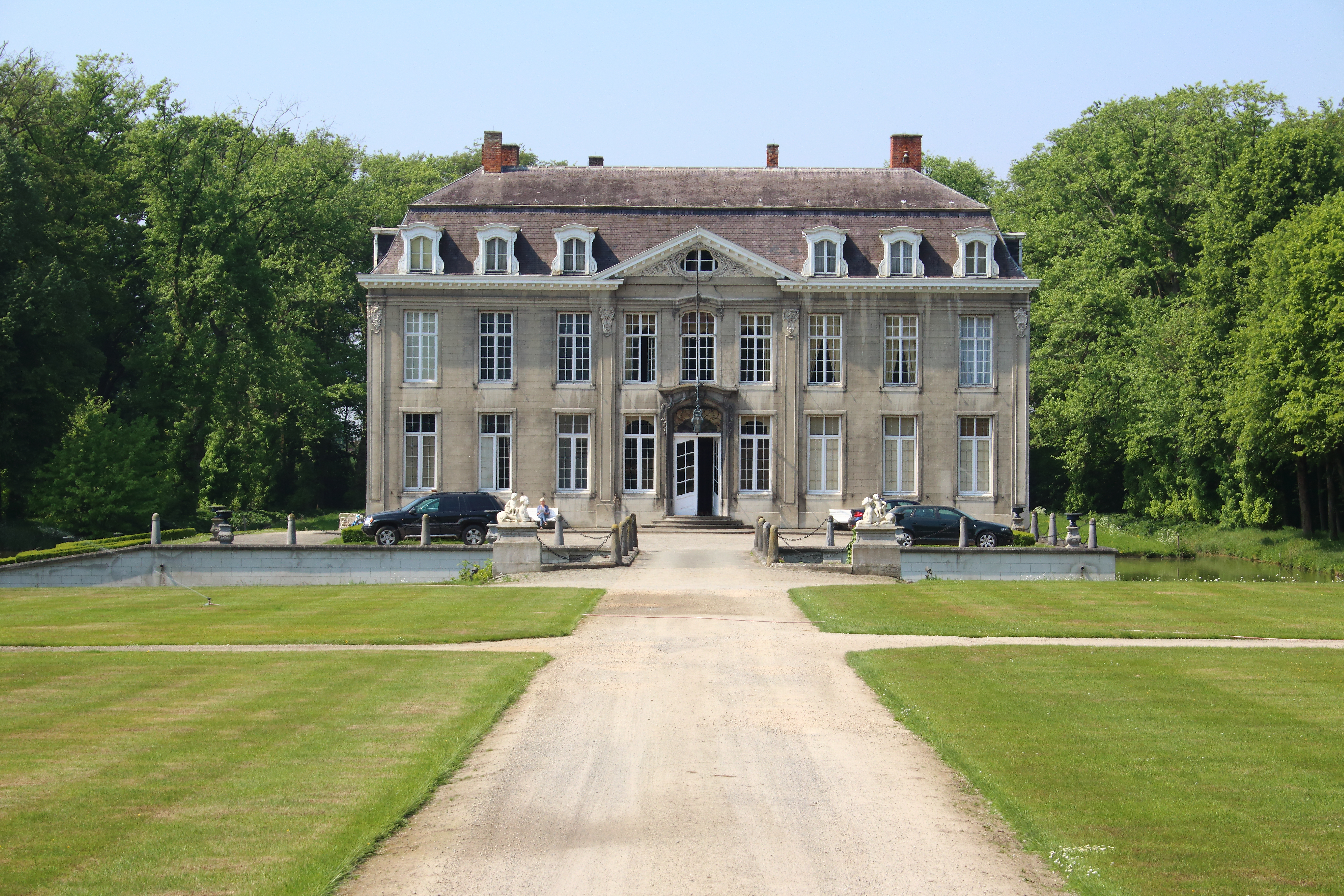
Palacio de Leeuwergem

El palacio de Leeuwergem (en neerlandés: Kasteel van Leeuwergem) es un palacio situado en Bélgica en el municipio de Zottegem.

## Historia
La historia de los señores de Leeuwergem se remonta a más de 1000 años. Desde el siglo XV viven en el castillo, reconstruido por tercera vez en 1764 por orden de Pierre Emmanuel Joseph d'Hane (1726-1786). A menudo, en la corte de Luis XV, recibía los planos del castillo Bellevue de Meudon que el rey había ofrecido a la marquesa de Pompadour. Estos planos fueron elaborados por el arquitecto francés Jean Lassurance. El conde Jean-Baptiste d'Hane-Steenhuyse, hijo del anterior, recibió al rey Luis XVIII de Francia en su hermoso hotel de la Veldstraat en Gante.
El rey residió allí durante la Campaña de los Cien Días, desde el 16 de marzo de 1815 hasta la derrota de Napoleón en Waterloo el 18 de junio del mismo año. Durante su estancia en Gante, el rey visitó el palacio de su anfitrión en Leeuwergem. Tras la extinción de la familia Hane-Steenhuyse, el castillo pasó a través de herencia a la familia de los actuales propietarios. En 2024 se ha puesto el palacio a la venta.

## Arquitectura
Al final de una avenida de casi un kilómetro, descubrimos un castillo casi cuadrado, perfectamente equilibrado, situado en medio de parterres de flores, sobre un montículo rodeado de agua. Tanto por fuera como por dentro, su estilo Luis XV le confiere toda su elegancia. Reinan la rocalla, la concha y las líneas arqueadas. Arriba, una pequeña y encantadora capilla dedicada a los cuatro evangelistas aún se encuentra en el estado en que se encontraba el día de su bendición en 1764.

## Los jardines
La creación completa de los jardines fue encargada en 1761 al gantés Jean Baptiste Simoens. Debía terminarlos hacia 1785. Entre los estanques, las estatuas y el canal se encuentra un teatro verde, único en Europa (carpinus betulus). Su construcción data de 1764 y tiene capacidad para 800 personas.